# Улица Агенскална
Улица А́генскална (латыш. Āgenskalna iela) — улица в Курземском районе города Риги. Начинается от улицы Слокас, пролегает в юго-западном направлении до перекрёстка с улицами Маргриетас и Кулдигас. Начало улицы (до перекрёстка с улицами Дрейлиню и Грегора) относится к историческому району Агенскалнс, дальняя часть — к району Засулаукс. Общая длина улицы Агенскална составляет 1196 метров.
На всём протяжении улица Агенскална асфальтирована, разрешено движение в обоих направлениях. На участке между ул. Мелнсила и ул. Дрейлиню курсируют троллейбус 12 и автобус 56, здесь же расположена конечная остановка троллейбуса «Āgenskalna priedes».

## История
Улица Агенскална была проложена на рубеже XIX—XX веков на частной территории усадьбы Шварцмуйжа, и для неё первоначально не существовало официально утверждённого названия. Впервые упоминается в списках городских улиц в 1906 г. под своим нынешним названием (нем. Hagensberger Strasse, рус. Гагенсбергская улица), которое никогда не изменялось.
К 1920-м годам было застроено лишь самое начало улицы; дальше она продолжалась по лесу усадьбы Шварцмуйжа и прилегающей незастроенной территории. В 1930-е годы на улице было построено несколько особняков для высокопоставленных чиновников, промышленников и банкиров.
В 1958-1962 годах на месте последнего сохранявшегося фрагмента леса (по чётной стороне улицы Агенскална, на участке между улицами Алисес и Дрейлиню) был сооружён пятиэтажный микрорайон Агенскалнские Сосны.

## Застройка
- Дом № 1 — деревянный доходный дом (1898).
- В доме № 3а в советское время находился народный суд Ленинградского района г. Риги.
- Дом № 14 был построен в конце 1930-х годов для одного из родственников президента К. Улманиса[3].
- Дом № 21а — Рижская государственная немецкая гимназия[англ.] (1931, архитектор И. Бланкенбург) — памятник архитектуры[5].
- Дом № 27 — особняк Эльфриды Крёгер (середина 1930-х гг., архитектор П. Лаукирбе).

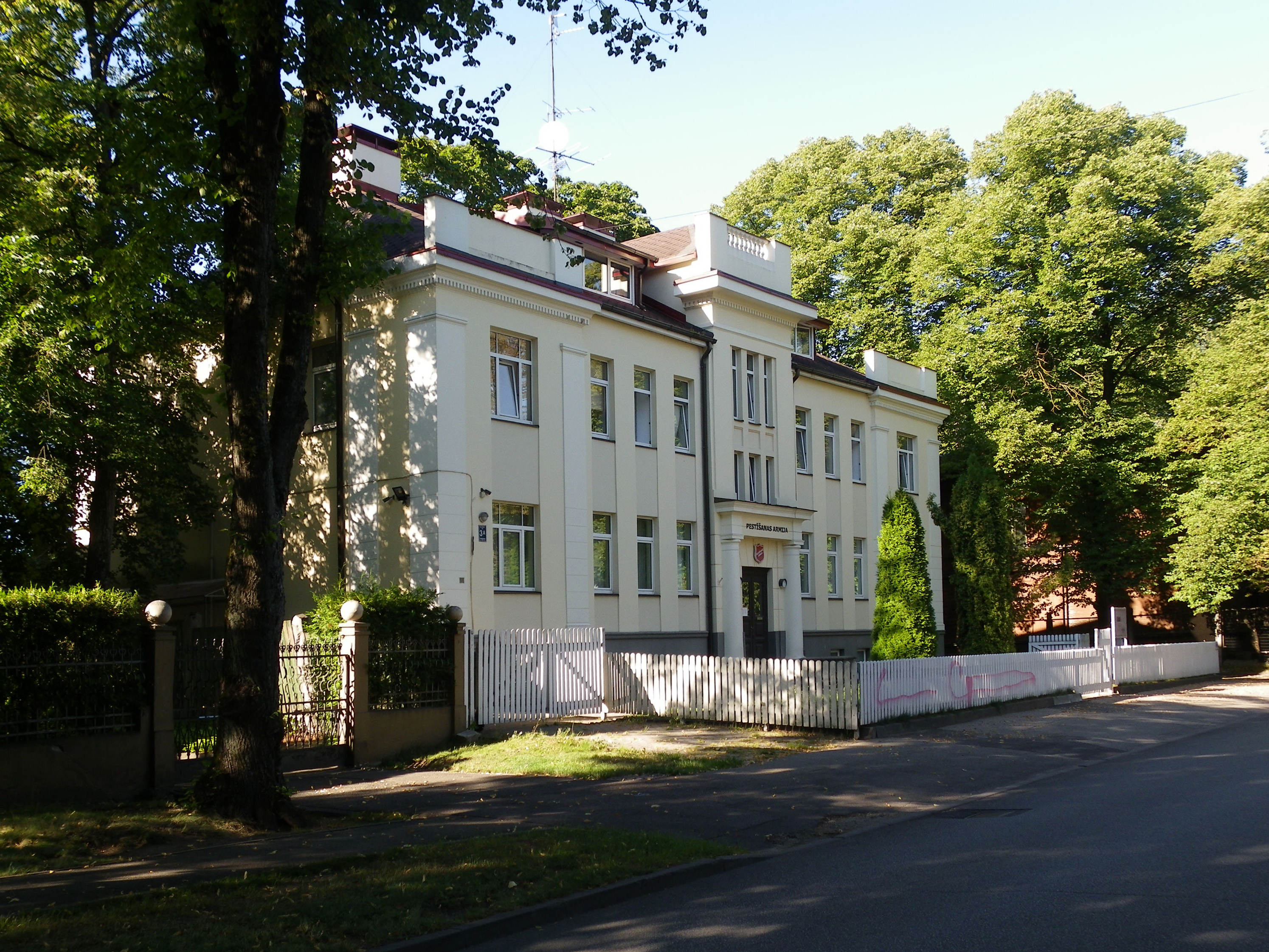
Дом № 3а
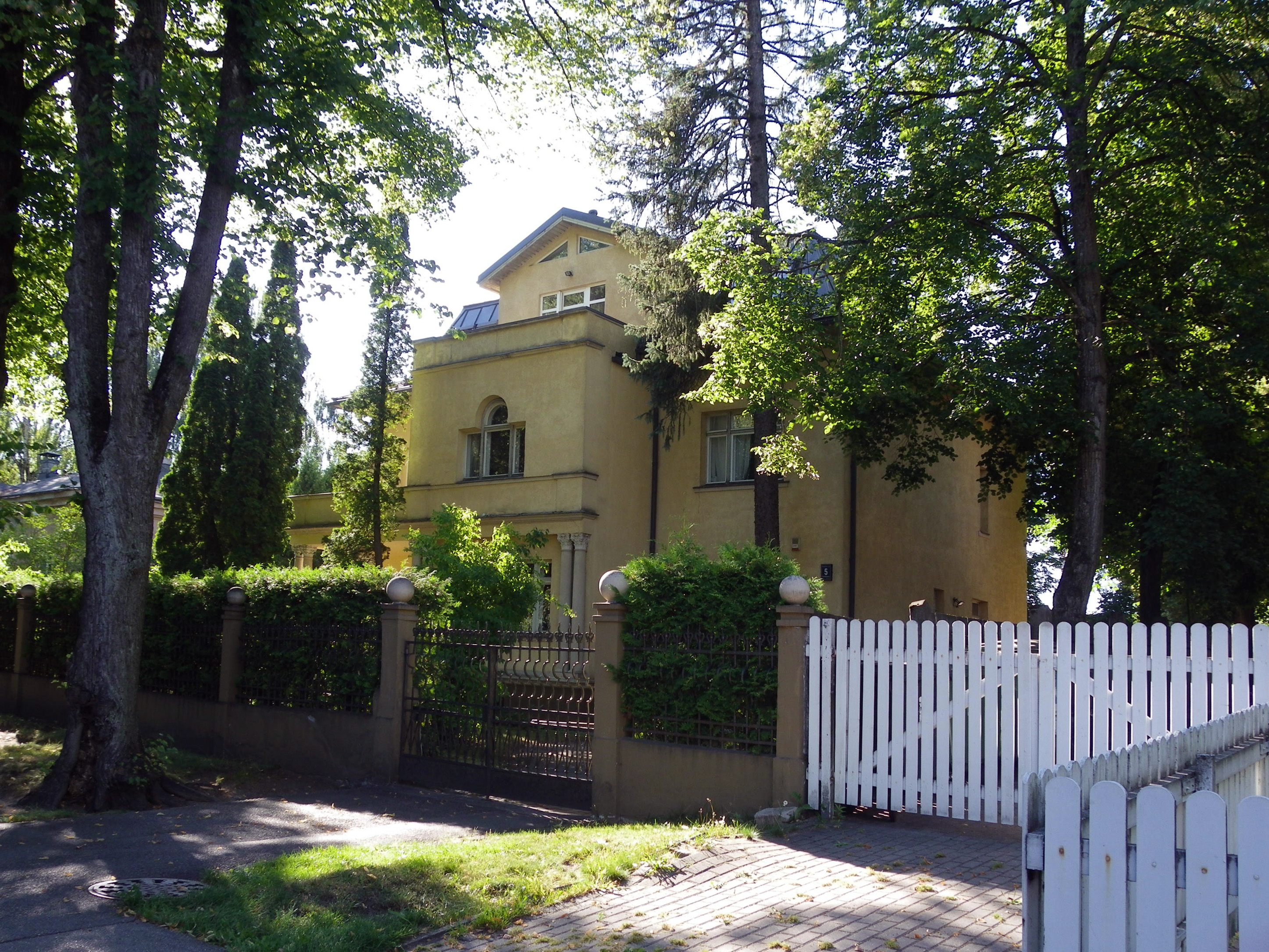
Дом № 5
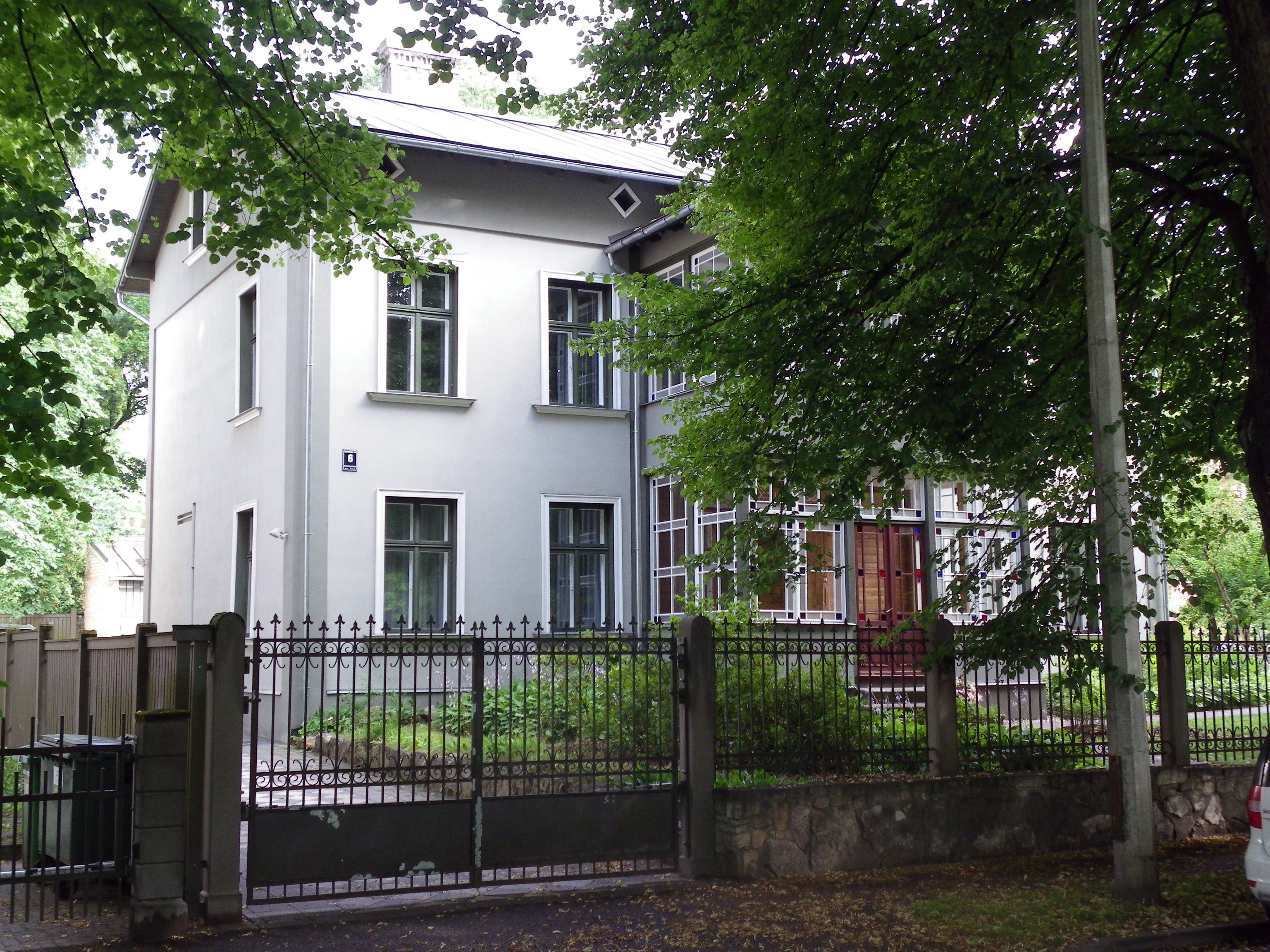
Дом № 6
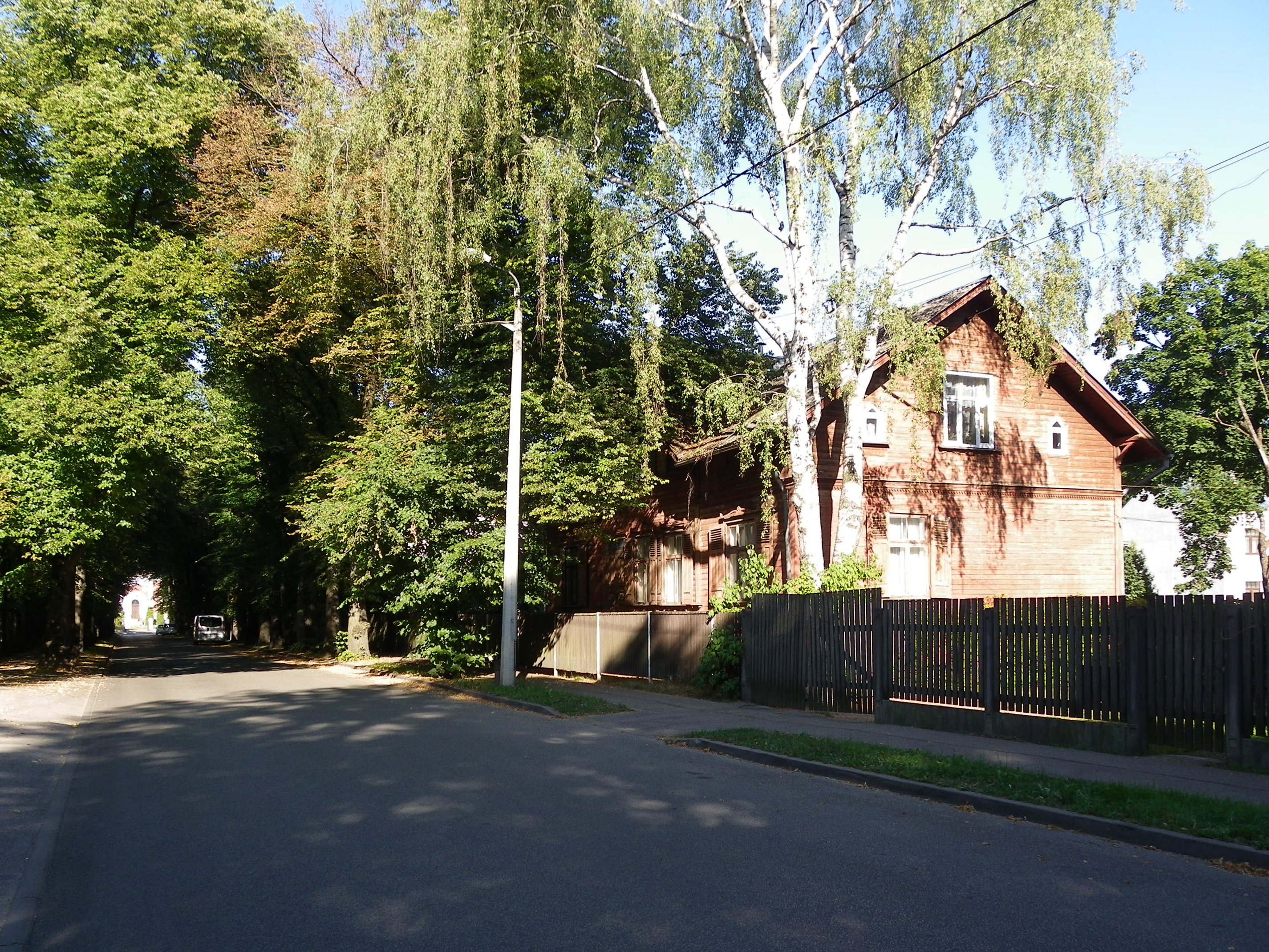
Дом № 8
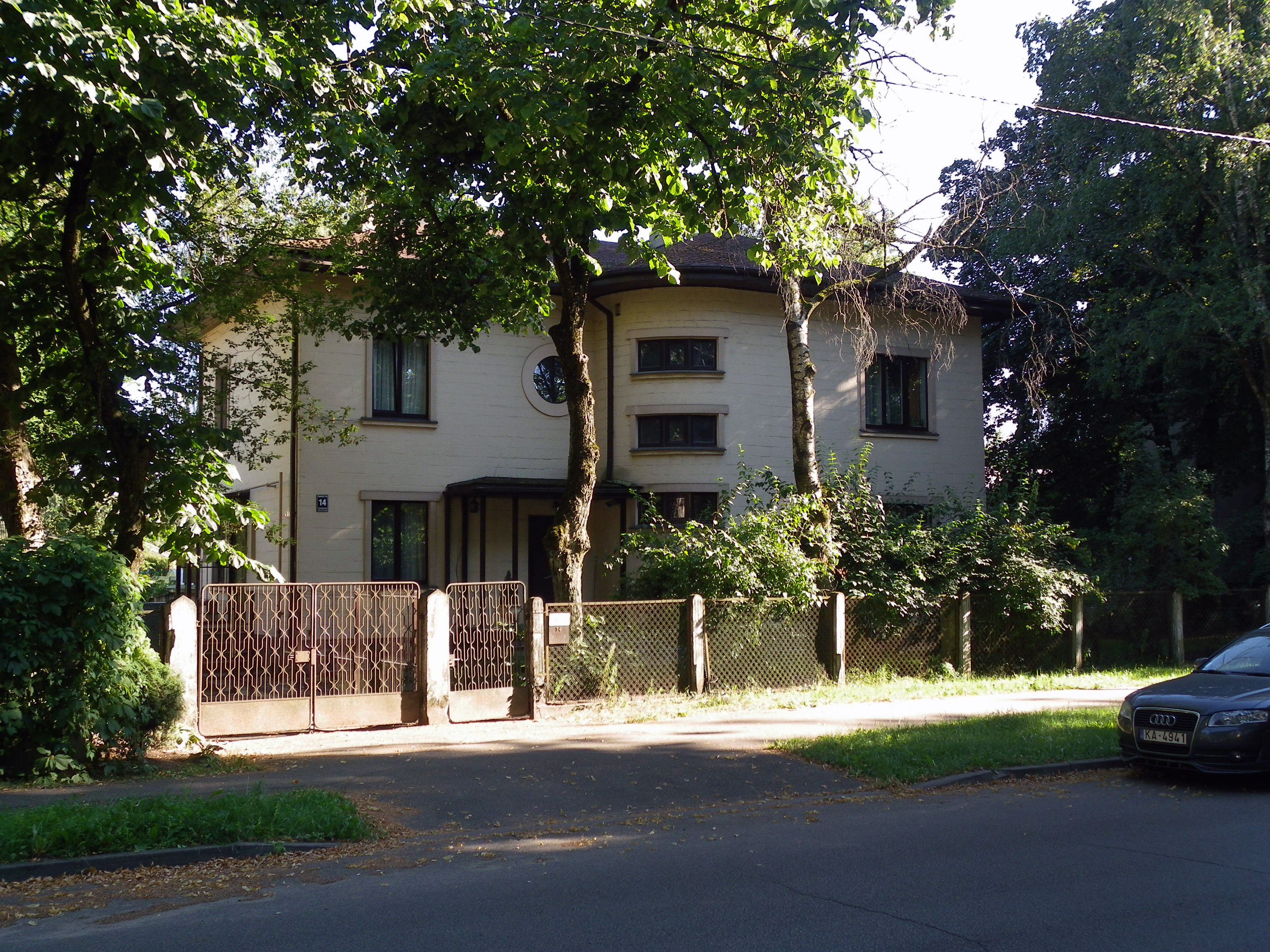
Дом № 14
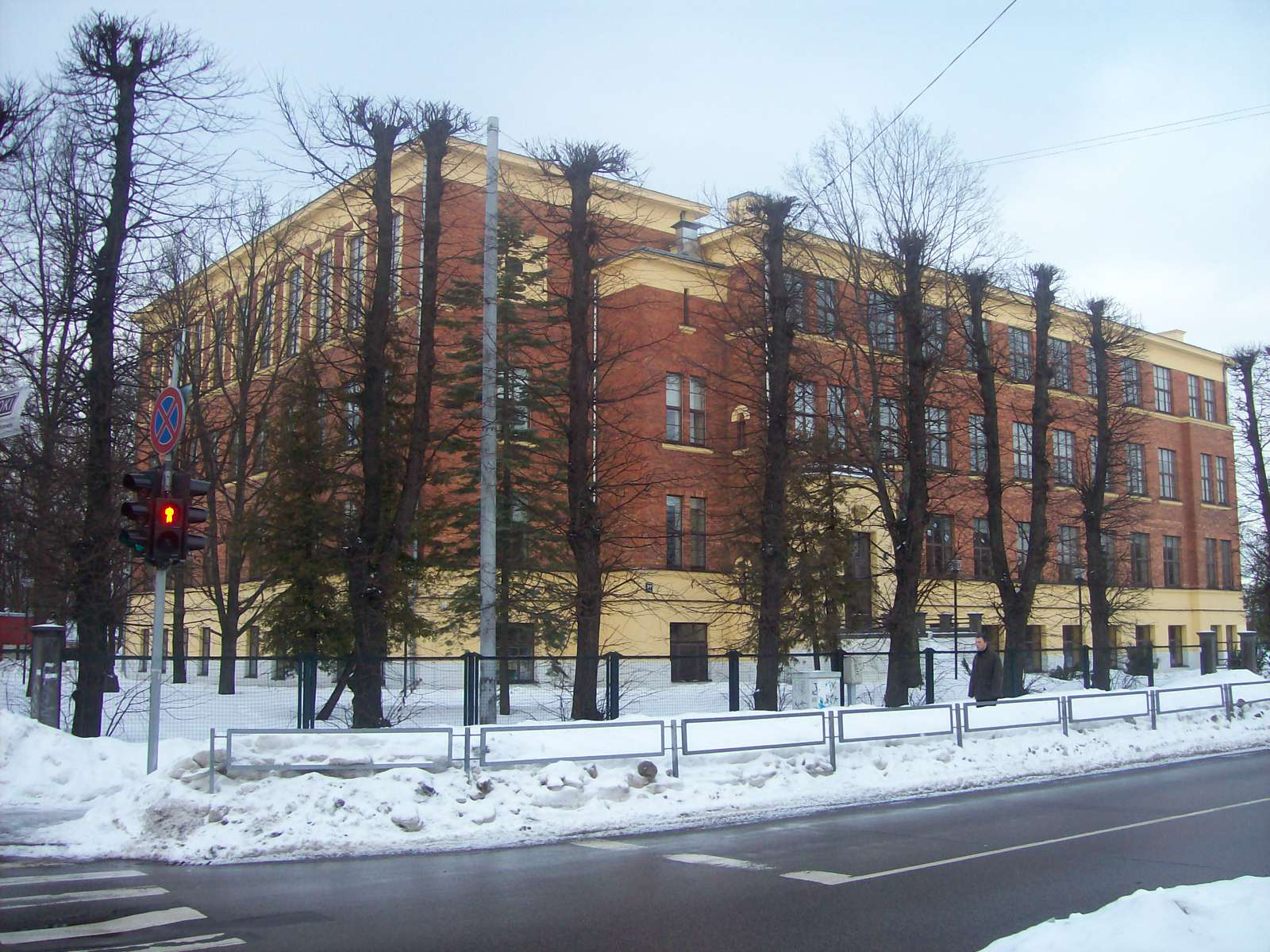
Рижская немецкая гимназия (дом 21a)
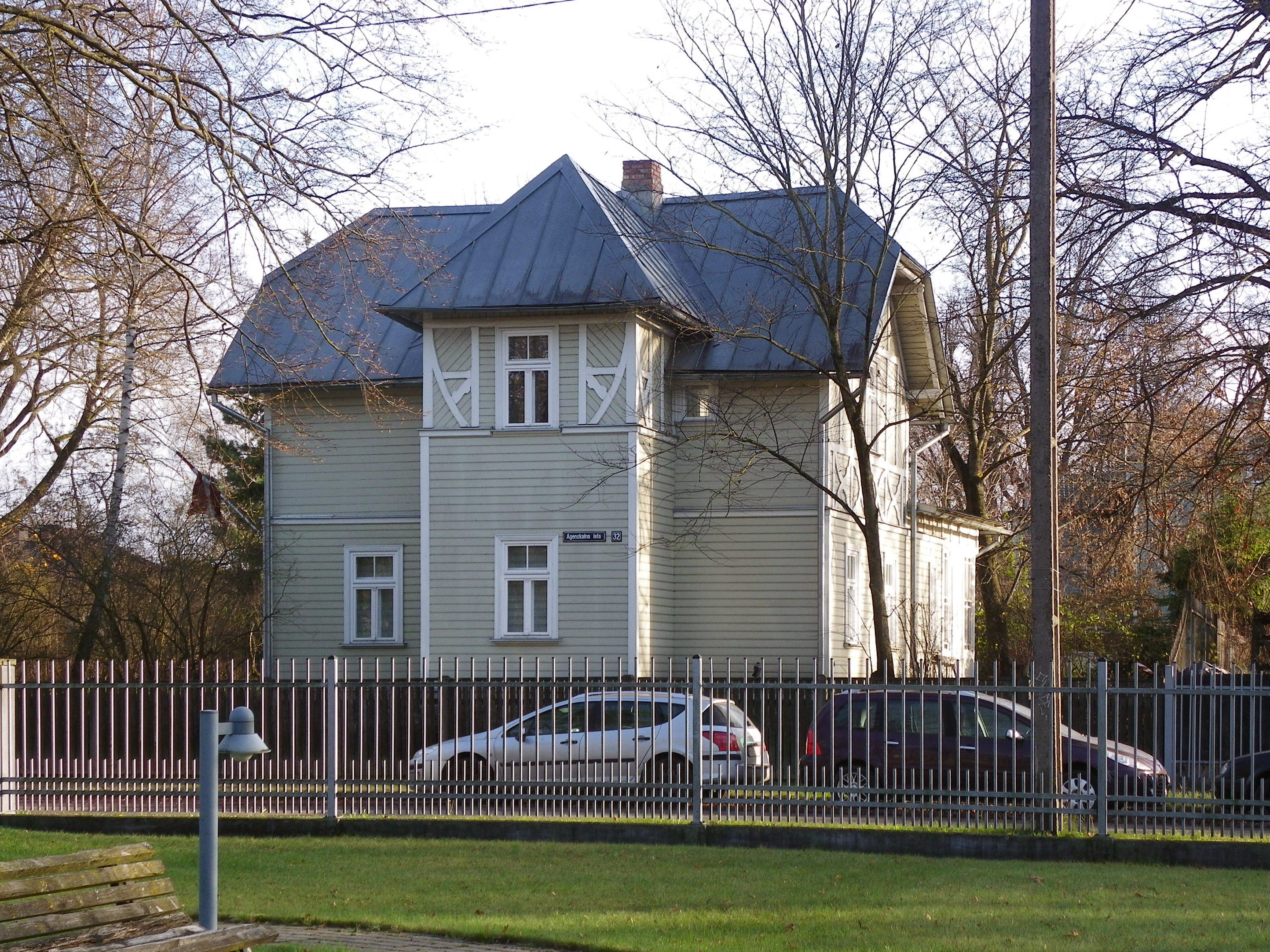
Дом № 32a

## Прилегающие улицы
Улица Агенскална пересекается со следующими улицами:
- улица Слокас
- улица Баложу
- улица Алисес
- улица Мелнсила
- улица Вилипа
- улица Дрейлиню
- улица Грегора
- улица Маргриетас
- улица Кулдигас